# Chế định trách nhiệm dân sự (Luật Hồng Đức)
Chế định trách nhiệm dân sự trong Luật Hồng Đức là tổng thể các quy định của Luật Hồng Đức (Hay còn được gọi là Quốc Triều Hình Luật) quy định các vấn đề liên quan đến trách nhiệm dân sự của cá nhân trong thời đại phong kiến nhà Lê.

## Khái yếu
Luật Hồng Đức là một trong những bộ luật phong kiến tiến bộ nhất và đặc sắc nhất trong lịch sử pháp luật Việt Nam. Bộ luật đánh dấu thời kỳ hoàng kim nhất, rực rỡ nhất của chế độ phong kiến Việt Nam dưới triều đại Lê sơ, đặc biệt là dưới thời vua Lê Thánh Tông. Luật Hồng Đức được các nhà nghiên cứu trong và ngoài nước đánh giá rất cao về tư tưởng và trình độ lập pháp, vượt xa so với khuôn mẫu tư duy của thời đại phong kiến và để lại những dấu ấn sâu đậm cho đến tận ngày nay, và một trong những nội dung đó là trách nhiệm dân sự.
Chế định trách nhiệm dân sự là nét đặc sắc, độc đáo đáng quan tâm trong Luật Hồng Đức. Mặc dù về tính chất, đây là bộ luật hình sự (Quốc triều hình luật), nhưng Luật Hồng Đức chứa đựng trong đó những yếu tố khá tiến bộ trong việc điều chỉnh quan hệ dân sự, quy định, dự liệu phong phú các trường hợp về tổn thất, thiệt hại trong thực tế cả về vật chất lẫn tinh thần từ đó xác định trách nhiệm hình sự và dân sự.
Chế định trách nhiệm dân sự trong Luật Hồng Đức đưa tầm vóc của bộ luật lên tầm cao hơn so với tư duy lập pháp phong kiến. Sự dự liệu sinh động, đầy tính thực tiễn của nó vẫn còn dư âm mạnh mẽ cho đến ngày nay, có ý nghĩa lớn trong công tác xây dựng và áp dụng pháp luật dân sự hiện đại.
Trong Luật Hồng Đức không có quy định riêng hoặc gọi đích danh về chế định này, tuy nhiên qua đối chiếu với các quy định của pháp luật hiện hành, qua phân tích dưới góc độ khoa học pháp lý, có thể phân chia những nội dung về trách nhiệm dân sự như sau: Tổn thất trên thực tế; Lỗi; Trường hợp đặc biệt phát sinh trách nhiệm; Nguyên tắc bồi thường; Phương thức bồi thường thiệt hại; Các trường hợp giảm nhẹ và miễn trách nhiệm.

## Tổn thất thực tế
Trong quy định của pháp luật hiện hành cũng như về mặt khoa học pháp lý, tổn thất thực tế (bao gồm tổn thất vật chất và tổn thất về tinh thần) là một trong những điều kiện làm phát sinh trách nhiệm dân sự. Luật Hồng Đức cũng quy định rõ về tổn thất vật chất và tổn thất về tinh thần

### Tổn thất vật chất
Theo các nhà lập pháp thời Lê, tổn thất vật chất ở đây là sự xâm phạm đến tính mạng con người, tài sản và theo đó vừa phải chịu chế tài hình sự là hình phạt tương ứng đồng thời còn phải bồi thường thiệt hại cho người bị xâm hại các giá trị nói trên về thể chất và quyền sở hữu.
Yếu tố tổn thất này được xem xét trong việc bồi thường thiệt hại ngoài hợp đồng và trong hợp đồng.
Quy định trên được cụ thể hóa tại Điều 435: "Những kẻ thừa cơ lúc có trộm, cướp, cháy, lụt mà lấy trộm của cải của người ta hay giữa ban ngày mà đoạt lấy tiền tài của người, cũng là lấy của đánh rơi, mà lại đánh lại người mất của thì cũng đều phải tội như ăn trộm thường, mà giảm một bậc, lột lấy quần áo và đồ vật của trẻ con, người điên, người say thì phải tội đồ và phải bồi thường gấp đôi".
Với nội dung nhân lúc có lụt cháy trộm cướp mà trộm cướp tài sản hoặc ngang nhiên chiếm đoạt tài sản của người khác gây ra tổn thất cho họ đã khẳng định có sự tổn thất vật chất nhưng đây là quy định xen lẫn tổn thất vật chất với chế tài hình sự và bồi thường dân sự.
Các quy định khác cũng thể hiện rõ như Điều 436 quy định về sự dọa nạt người để lấy của, Điều 438 quy định trường hợp lấy trộm đồ của sứ thần người nước ngoài, Điều 444 là chế tài nghiêm khắc nhất trước hành vi lấy trộm trâu, ngựa, thuyền bè; Điều 445 lại có dự liệu phong phú về việc đánh trộm cá ở ao nhà người khác.
Đây là những tổn thất phát sinh trách nhiệm bồi thường thiệt hại ngoài hợp đồng, xuất phát từ các hành vi trái pháp luật.
Những tổn thất phát sinh trách nhiệm bồi thường thiệt hại do vi phạm hợp đồng (trong hợp đồng) cũng được Luật Hồng Đức quy định rất rõ ràng và cụ thể:
Điều 579 quy định về bồi thường trong trường hợp các bên đã xác lập một khế ước nhận giữ súc vật và của cải của nhau mà bên nhận giữ lại tự tiện mang đi tiêu dùng. "Những người nhận giữ của ai gửi súc vật của cải mà đem dùng hay tiêu đi thì xử phạt 80 trượng và đền tiền theo tổn thất, nói dối là chết hay mất thì phải biếm một tư và đền tiền gấp đôi, nếu mà đánh mất thì bị xử phạt 40 trượng và đền tiền theo giá trị súc vật bị mất".
Điều 356, Điều 361, Điều 383, Điều 384, Điều 587, Điều 888, Điều 589; Điều 603 quy định về nhiều loại khế uớc rất quan trọng và thông dụng trong dân chúng như khế ước mua bán, cho vay, cho thuê và Điều 383 quy định rằng một người đã cầm ruộng đất cho người khác chưa đem tiền chuộc trả cho chủ cầm mà lại đem bán đứt ruộng đất cho người khác thì phải chịu phạt 50 roi và chịu biếm một tư, truy hồi tiền trả người chủ cầm; người bán ruộng đất mà lấn ruộng đất của người khác cho rộng them ruộng của mình thì cũng phải xử tội như vậy và phải trả gấp đôi chỗ ruộng đất lấn cho người chủ có ruộng bị lấn.
Điều 588 quy định trường hợp một người mắc nợ quá hạn không trả thì tùy theo nặng nhẹ mà phải xử tội trượng, nếu cự tuyệt không chịu trả thì phải xử biếm hai tư, bồi thường gấp đôi; nhưng nếu người chủ nợ quá niên hạn mà không đòi nợ thì mất.
Đối với vấn đề này, pháp luật dân sự hiện đại phân định rất rõ ràng về tổn thất vật chất. Cụ thể Luật dân sự hiện đại quy định rõ về việc gây thiệt hại giữa các củ thể trong quan hệ hợp đồng và quan hệ ngoài hợp đồng. Điều này giúp cho việc áp dụng pháp luật dễ dàng hơn. Có thể thấy Luật Hồng Đức thể hiện khá chung về thiệt hại hại vật chất, không phân biệt rõ mối quan hệ giữa các chủ thể mà chỉ chú trọng đến tổn thất trên thực tế.

### Tổn thất tinh thần
Đây là loại thiệt hại vô hình mà trong một số trường hợp gắn liền với quan niệm lập pháp. Vào thời Lê, danh giá, danh dự, nhân phẩm hoặc xứng đáng được bồi thường của cả hai bên hoặc chỉ một trong hai bên. Quy định cụ thể tại Điều 472, Điều 473, và Điều 474.
Điều 472 quy định về trường hợp kẻ dưới đánh quan lại, quan lại đánh lẫn nhau thì khi một người đánh quan chức bị thương, ngoài việc phải chịu hình phạt, đền bù thương tổn còn phải đền tiền tạ. Trái lại, nếu đánh người không phải quan chức, theo quy định tại các điều luật khác thì không phải chịu khoản tiền tạ.
Điều 473 quy định khả năng kẻ dưới mắng nhiếc quan lại, quan lại mắng nhiếc nhau. Quy định này đã không những chỉ đưa ra hình phạt mà còn quy định phạt tiền tạ nếu phạm tội lăng mạ quan chức, các trường hợp khác không phải chịu tiền tạ.
Điều 474 cũng dự liệu trường hợp đánh người thân thuộc trong hoàng tộc cũng quy định trách nhiệm tiền tạ, nếu đánh hoặc lăng mạ người trong hoàng tộc từ hàng cháu năm đời của vua trở lên.
Những quy định này phần nào thể hiện đặc điểm pháp luật phong kiến trong việc bảo vệ quyền lợi cho một bộ phận có địa vị trong xã hội bấy giờ. Nhưng đây cũng là một quy định rõ nét về việc bồi thường thiệt hại gây ra đối với tinh thần (danh dự, nhân phẩm, tình cảm…)
Tổn thất tinh thần cũng được quy định trong Luật dân sự hiện đại cùng với chế tài bồi thường một khoản tiền nhất định tượng trưng đối với hành vi xâm hại. Điều này cho thấy pháp luật hiện hành đã có sự kế thừa nhất định những quy định của Luật Hồng Đức và điều đó còn thể hiện những giá trị của bộ luật này.

## Lỗi
Yếu tố lỗi cũng là một yếu tố không thể thiếu trong việc thành lập trách nhiệm. Pháp luật nhà Lê không chỉ xem xét đến thiệt hại mà còn quan tâm đến việc hành vi đó gây ra trong hoàn cảnh như thế nào, nhận thức chủ quan của đương sự khi thực hiện hành vi gây tổn thất cho người khác như thế nào. Luật Hồng Đức quy định về điều này khá chặt chẽ, phần nào cho thấy sự đánh giá nghiêm khắc của các nhà làm luật ngay cả trong lĩnh vực dân sự.
Khác với tư duy lập pháp trên, pháp luật dân sự hiện đại chỉ chú trọng đến yếu tố thiệt hại mà không quan tâm đến thái độ tâm lý của người gây thiệt hại. Xuất phát từ việc không tách bạch rõ ranh giới giữa ngành luật hình sự và ngành luật dân sự nên các nhà làm luật thời Lê đương thời quan tâm đến yếu tố lỗi ngay cả trong quan hệ bồi thường thiệt hại dân sự.
Điều đó là có thể hiểu được bởi trong xã hội phong kiến thì thiết lập sự phục tùng cả về tư tưởng lẫn hành vi là rất quan trọng. Luật Hồng Đức xem xét đến hành vi của người gây thiệt hại với những dự liệu hết sức phong phú, hết sức sâu sắc đáng quan tâm.

### Lỗi cố ý
Luật Hồng Đức đánh giá nghiêm trọng lỗi cố ý của đương sự đối với hành vi gây thiệt hại, theo các nhà làm luật thời Lê,với lỗi cố ý, tính chất nghiêm trọng của nó tăng lên nhiều lần so với các trường hợp khác. Và tương ứng với nó, chế tài hình sự và cả tiền bồi thường thiệt hại cũng tăng lên gấp bội.
Một loạt các quy định về những lỗi cố ý của người gây thiệt hại như: Điều 435 quy định việc nhân lúc có lụt, cháy, trộm cướp mà lại trộm tài sản của người khác, Điều 437 dự liệu việc quan lại tự tiện lấy của trong kho, Điều 438 quy định việc tự tiện lấy trộm đồ vật của sứ thần nước ngoài, Điều 445 quy định về việc đánh trộm cá ở ao nhà người khác, Điều 448 liên quan đến việc ăn trộm văn tự cầm cố, Điều 462 đề cập đến việc bắt được trộm cướp nhưng tự tiện lấy đồ vật đem đi mà không trả lại cho người mất của, Điều 579 quy định về việc nhận giữ của cải súc vật của người khác mà lại tự tiện tiêu dùng, Điều 581 dự liệu việc cố ý thả trâu ngựa phá hoại hoa màu của người khác, Điều 588 quy định nợ quá hạn mà chây ì không chịu trả, Điều 589 quy định về việc con nợ đã trả xong nợ mà chủ nợ lại cố ý không trả lại văn tự, Điều 601 quy định chặt phá cây cối, lúa má của người khác.
Điều 581 quy định trường hợp xử phạt nặng hơn khi một người cố ý thả trâu ngựa phá hoại hoa màu của nhà người khác so với thiệt hại không phải lỗi cố ý. Nếu như trong trường của một người thả trâu ngựa cho giày xéo, ăn lúa dâu của người khác thì chỉ bị xử phạt 80 trượng và đền bù sự thiệt hại thì khi sự gây thiệt hại do lỗi cố ý sẽ bị xử biếm một tư hoặc đền gấp đôi.
Về hình phạt cho những hành vi có lỗi cố ý này: Điều 589 đưa ra hình phạt và sự bồi thường giữa các bên theo quan điểm áp dụng chế tài nghiêm khắc hơn cho người không trung thực, gian dối khi tham gia quan hệ khế ước vay mượn. Theo đó, nếu như mắc nợ đã trả nợ rồi mà chủ nợ còn cố ý không trả văn tự hoặc lại nói dối là văn tự bị đánh mất đồng thời cũng không cấp giấy làm bằng cho người trả nợ thì chủ bị xử phạt 50 roi, biếm một tư. Nhưng nếu chủ nợ đã giao giấy làm bằng cho người trả nợ rồi sau đó lại đem văn tự đòi nợ lần hai thì chủ nợ không chỉ bị xử phạt 50 roi, biếm một tư mà còn phải bồi thường gấp đôi số tiền nợ cho người trả nợ.

### Lỗi vô ý
Nếu các nhà làm luật thời Lê nghiêm trọng hóa hành vi gây thiệt hại với lỗi cố ý thì đối với lỗi vô ý, sự khoan dung độ lượng được thể hiện khá rõ. Những hành vi phạm pháp với lỗi vô ý, sơ ý thì hình phạt và bồi thường thiệt hại được giảm bớt. Những quy định đầy chất nhân văn này gồm:
Điều 494 dự liệu trường hợp người trông nom công dịch mà đánh người phục dịch đến chết thì bị xử tội đồ và bị phạt một nửa số tiền đền mạng nhưng nếu đó chỉ là sự không may ngộ sát thì người trông nom công dịch chỉ phải đền tiền mai táng 20 quan, còn nếu mượn cớ việc công để đánh chết ngườivì oán thù riêng thì xử phạt theo tội đánh chết người.
Điều 498 là trường hợp một người do chơi đùa mà làm người bị thương hay lỡ làm chết người khác cũng được xử nhẹ hơn so với tội đánh người bị thương hay chết người thông thường, sau đó hình phạt và sự bồi thường tăng dần phụ thuộc vào sự đánh giá lỗi của kẻ vi phạm là nhẹ hay nặng.
Điều 498 quy định: "Vì chơi đùa mà làm người khác bị thương hay chết thì xử nhẹ hơn tội đánh bị thương hay chết người hai bậc, bắt trả tiền mai táng 20 quan. Tuy đôi bên cùng thuận ý cầm đồ nhọn trèo lên cao, lội nước sâu vì thế mà đến nỗi làm bị thương hay giết nhau, thì cỉ bị xử tội giảm một bậc và phải trả một nửa tiền đền mạng. Nếu không hẹn trứơc, hay là làm bị thương hay chết bậc tôn trưởng vào hàng cơ thân, cùng ông bà ngoại,ông bà nhà ben nội và chồng thì không gọi là đấu sức chơi, mà phải khép như tội đánh nhau bị thương và chết".

### Cơ sở phân định
Về vấn đề nguyên tắc xem xét trong việc coi là có lỗi hay không, có thể xem Điều 499 là nguyên tắc chung cho việc xét giảm tội trong các trường hợp vô ý làm hại đến sức khỏe hoặc tính mạng của người khác:
Điều 499 quy định: "Những việc lầm lỡ làm người bị thương hay chết, đều xét theo tình trạng sự việc mà giảm tội, nghĩa là việc xảy ra ngoài sức khỏe, tai mắt không kịp nhận thấy, không kịp nghe thấy, hay vì vật nặng, sức người không chống nổi, hoặc trèo lên cao, tới chỗ nguy hiểm, săn bắt cầm thú, để đến nỗi thành ra sát thương đều là việc lầm lỡ".
Điều luật này đã định rõ về cơ sở để phân định các lỗi, đối với các lỗi "phàm đã biết mà vẫn làm" thì lỗi cố ý rất rõ ràng. Tuy nhiên những lỗi mang tính chất vô ý (lầm lỡ) thì Luật Hồng Đức đã soi xét thấu đến hoàn cảnh, điều kiện chủ quan, khách quan của người vi phạm để làm cơ sở phân định.
Có thể thấy quan điểm của các nhà lập pháp về hình phạt và trách nhiệm bồi thường thiệt hại dân sự. Yếu tố lỗi có ý nghĩa trong việc xác định tiền bồi thường thiệt hại và các chế tài hình sự kèm theo.

## Trường hợp đặc biệt
Các trường hợp này đặc biệt bởi vì nó gắn liền với các giá trị, đạo đức phong kiến, đặc biệt là dưới triều đại nhà Lê sử dụng Nho giáo như là công cụ tư tưởng quan trọng để điều chỉnh xã hội. Đó là trường hợp chịu trách nhiệm không phải do hành vi của mình gây ra mà về hành vi của người khác và chịu trách nhiệm đối với thiệt hại do gia súc, súc vật của mình gây ra. Những quy định này đặc thù cho chế độ phong kiến nên nó không tồn tại trong pháp luật dân sự hiện đại.

### Do người khác gây ra
Trường hợp này bao gồm trường hợp thiệt hại người cha chịu thay người con và thiệt hại người chủ phải chịu thay đầy tớ của mình. Xuất phát từ quan điểm đạo đức phong kiến về mối quan hệ phụ - tử trong Tam cương của Nho giáo, người cha có vai trò quan trọng, là trụ cột trong gia đinh, có nhiệm vụ dạy dỗ con cái, vì vậy hành vi gây thiệt hại của con cái có phần lỗi lớn trong việc giáo dục không nghiêm khắc của người cha, nên người cha phải chịu thay con đối với thiệt hại gây ra cho người khác.
Điều 457 quy định: "Các con còn ở với cha mẹ mà đi ăn trộm, thì cha bị xử tội biếm, ăn cắp thì cha bị xử tội đồ, nặng thì xử tăng thêm tội, và đều phải bồi thường thay cho con những tang vật ăn trộm hay ăn cướp. Nếu con đã ở riêng, thì cha bị xử tội phạt hay biếm; cha đã báo quan thì không phải tội,nhưng báo quan rồi mà để con ở nhà thì cũng bị xử như là chưa báo".
Tương tự như trên, vai trò của người chủ đối với đầy tớ của mình cũng được xác định rất rõ. Nếu người chủ không trông coi, dạy dỗ đầy tớ cẩn thận để đầy tớ gây tổn thất cho người khác thì người chủ phải chịu trách nhiệm với hành vi đó.
Điều 456 quy định: "Đầy tớ đi ăn trộm, mà chủ không báo quan, thì xử biếm năm tư, ăn cướp thì biếm năm tư và bãi chức;chủ không có quan chức thì thay xử đồ làm chủng điền binh và đều phải bồi thường thay những tang vật ăn trộm hay ăn cướp thì phải đồng tội. Đã báo quan mà sau lại bao dung những đầy tớ ăn cướp ăn trộm thì xử như tội biết việc mà không trình".
Quy định trên một mặt đề cao mối quan hệ về trật tự phong kiến trong xã hội đồng thời nêu cao trách nhiệm của người chủ trong gia đình, trách nhiệm của người trông coi đầy tớ. Tính chất chịu trách nhiệm thay thể hiện quan điểm cứng rắn của các nhà lập pháp nhằm thiết lập sự ổn định trong xã hội.

### Do gia súc, súc vật
Có thể khẳng định đây là trường hợp mà pháp luật được nâng lên từ thực tiễn cuộc sống của một xã hội có nền kinh tế nông nghiệp lâu đời và nền văn hóa tiểu nông trọng tình nghĩa với ý nghĩa giữ gìn tình đoàn kết cộng đồng, xóm giềng, có thể minh họa bằng quy định tại Điều 585: "Trâu của hai nhà đánh nhau, con nào chết thì hai nhà cùng ăn thịt, con nào sống thì hai nhà cùng cày, trái luật thì xử phạt 80 trượng". Quy định trên cho thấy sự dự liệu của Quốc triều hình luật bám rất sát đời sống người dân, bảo đảm tính bền vững cộng đồng truyền thống.
Tuy vậy Luật Hồng Đức cũng đặt nặng về vấn đề bồi thường thiệt hại do súc vật gây ra. Cụ thể là, Điều 581 Luật Hồng Đức quy định: "Người thả trâu ngựa cho dày xéo, ăn lúa, dâu của người ta thì xử phạt 80 trượng và đền sự thiệt hại. Nếu cố ý thả cho dày xéo thì biếm một tư và đền gấp đôi sự thiệt hại. Nếu trâu ngựa lồng lên không kìm hãm được thì được miễn tội trượng".
Theo quy định trên, người trực tiếp quản lý trâu, ngựa mà vô ý như chăn dắt trâu ngựa trông coi không cẩn thận để trâu, ngựa phá hoại hoa màu, mùa màng thì bị phạt 80 trượng và phải đền bù toàn bộ thiệt hại. Trường hợp cố ý cho trâu, ngựa phá hoại mùa màng, hoa màu thường là những hành vi mang tính trả thù. Trường hợp này, việc phá hoại mùa màng không những vi phạm trật tự an ninh xã hội mà còn làm ảnh hưởng đến vấn đề an ninh lương thực của chủ sở hữu, cho nên pháp luật áp dụng các chế tài nghiêm khắc đối với người vi phạm.
Nhưng do bản tính hung dữ, trâu, ngựa lồng lên mà người chăn dắt không kìm hãm được việc phá hoại của trâu, ngựa thì chủ sở hữu không có lỗi trong việc trông coi, cho nên không phải chịu trách nhiêm hình sự, tuy nhiên về trách nhiệm dân sự vẫn phải bồi thường thiệt hại.
Cần nói thêm là trâu, ngựa là loại súc vật to lớn giúp con người trong sản xuất kinh doanh, vì vậy người nông dân thường phải lựa chọn những con súc vật này có tính hiến lành, không hung dữ, như thế mới có thể điều khiển được chúng. Tuy nhiên, có những trường hợp trâu, ngựa phá hoại mùa màng là do hành vi bất cẩn của con người hoặc do hành vi cố ý sử dụng trâu, ngựa làm phương tiện, công cụ để phá hoại mùa màng của người khác, cho nên chủ sở hữu phải chịu trách nhiệm hình sự và trách nhiệm dân sự.
Trong thực tiễn phát triển chăn nuôi gia súc, gia cầm, có trường hợp những con sức vật có tính hung dữ luôn đe doạ gây thiệt hại, vì vậy, chủ sở hữu phải có các biện pháp ngăn chặn không cho súc vật gây thiệt hại tới tài sản, tính mạng, sức khoẻ của người khác. Điều 582 Luật Hông Đức quy định về trách nhiệm bồi thường thiệt hại do súc vật hung dữ gây ra như sau: "Súc vật và chó có tính hay húc, đã và cắn người mà làm hiệu buộc ròng không đúng phép (đúng phép là con vật hay húc người thì phải cắt hai sừng, đá người thì buộc hai chân, cắn người thì phải cắt hai tai) hay chó dại mà không giết thì đều xử phạt 60 trượng".
Đối với súc vật có tính hung dữ, chủ sở hữu phải có các biện pháp trông giữ theo quy định của pháp luật như trâu, bò hay húc thì phải cắt hai sừng, vì sừng là "vũ khí" nguy hiểm để tấn công con người hay súc vật khác, nếu cắt bỏ thì khả năng gây thiệt hại không còn. Nếu ngựa hay đá người thì phải buộc rằng hai chân trước và sau sao cho có thể đi lại được bình thường nhưng không thể co chân đá người khác và có nghĩa là nếu co hai chân sau lên cùng đá thì con ngựa sẽ bị ngã, cho nên không thể gây ra thiệt hại.
Đối với chó hay cắn người thì cắt hai tai, đây là biện pháp trừng phạt theo cách thức dân gian có hiệu quả. Chó phát hiện ra con người từ hướng nào và chuẩn bị tấn công người hướng đó là do thính giác, vì thế chó bị cắt hai tai sẽ không phát hiện ra tiếng động từ phía nào, cho nên nó không chủ động tấn công con người. Đối với chó dại là nguồn nguy hiểm cho bất cứ ai, nếu không giết ngay sẽ gây nguy hiểm về tính mạng cho người khác, vì thế chủ sở hữu phải giết chó dại ngăn ngừa chó căn người, nhưng chủ sở hữu không thực hiện việc phòng ngừa đó, cho nên phải chịu hình phạt là 60 trượng.
Súc vật không những gây thiệt hại về tài sản, tính mạng sức khoẻ cho con người, mà còn gây thiệt hại cho những con sức vật cùng loại khác như trâu bò đánh nhau. Đặc biệt trâu mộng là con vật luôn thể hiện mình có sức mạnh nhất mà con khác phải coi chừng và phải nhường lãnh địa kiếm ăn, vì thế, do bản tính kình địch thủ, chúng hay đánh nhau đến chết. Do vậy, nếu xảy ra hai trâu đánh nhau dẫn đến hậu quả một con chết thì được xử lý theo quy định tại Điều 586 Luật Hồng Đức: "Trâu của hai nhà đánh nhau, con nào chết thì hai nhà cùng ăn thịt, con sống hai nhà cùng cầy. Trái luật xử phát 80 trượng".
Con trâu là đầu cơ nghiệp của một gia đình nông dân, điều này vẫn còn phù hợp đến ngày nay ở nông thôn, vùng sâu, vùng xa. Nếu không có trâu cày, kéo thì kinh tế của gia đình người nông dân bị ảnh hưởng, vì vậy, Luật Hồng Đức quy định là nếu hai con trâu đánh nhau mà một con chết thì con chết chia đôi cho mỗi chủ sở hữu một nửa và con còn sống thuộc sở hữu chung của hai nhà. Quy định này nhằm đảm bảo cho hai gia đình đều có trâu để cầy, kéo phục vụ sản xuất nông nghiệp.
Điều 581 tuy xử phạt khá nặng kẻ cố ý thả trâu ngựa phá hoại mùa màng của kẻ khác nhưng vẫn lưu ý giảm nhẹ trong trường hợp thiệt hại là khó tránh hoặc không thể kháng cự. Nội dung cụ thể như sau: "Người thả trâu ngựa cho dày xéo, ăn lúa dâu của người ta thì xử phạt 80 trượng,đền sự thiệt hại; Nếu cố ý thả cho giày xéo, phá hoại người ta thì xử biếm một tư và đền gấp đôi sự thiệt hại. Nếu vì trâu ngựa chạy lồng lên không kìm hãm được, thì miễn tội trượng".
Điều 582 quy định về việc súc vật hay chó gây tổn hại cho người khác trên cơ sở buộc người nuôi súc vật hay chó có tính hay húc, đá và cắn phải làm hiệu buộc tròng đúng phép, nếu làm hiệu buộc tròng không đúng phép hay có chó hóa dại mà không giết thì bị xử phạt 60 trượng cho dù chưa có tổn thất gì xảy ra. Nếu buộc tròng không đúng phép mà để súc vật làm người chết hay bị thương thì được coi là sự vô ý phạm tội nên được xử theo tội lầm lỡ.
Trường hợp cố ý thả súc vật làm người chết hay bị thương thì chủ nuôi thì chủ nuôi đã có lỗi cố ý để cho súc vật gây tổn thất cho người khác, do đó sẽ bị xử tội như tội làm bị thương hay đánh chết người nhưng được giảm nhẹ hơn một bậc. Nhưng nếu người bị tổn thất là người được thuê đến để chữa bệnh cho súc vật hoặc nhười vô cớ trêu ghẹo súc vật để dẫn đến bị thương hay chết thì chủ không bị xử.
Như vậy cũng có hai trường hợp chủ súc vật được loại trừ hình phạt khi tổn thất được coi như rủi ro nghề nghiệp của những người hành nghề thú y hoặc những người tự mình có lỗi trong việc để súc vật gây ra tổn thiệt cho mình. Quy định này đã được pháp luật dân sự hiện đại kế thừa bằng việc khẳng định nếu người bị thiệt hại hoàn toàn có lỗi trong việc làm súc vật gây ra thiệt hại cho mình thì chủ sở hữu không phải bồi thường.

### Do đồ vật
Trường hợp bồi thường tổn thất do các vật khác bị phá hủy gây ra quy định tại Điều 685: "Khi có sự việc xây dựng phá hủy gì mà phòng bị không cẩn thận để đến nỗi xảy ra chết người thì xử biếm một tư, và chịu tiền mai táng năm quan,còn thợ thuyền và người chủ ty thì hình quan xem xét đến lỗi vì ai xảy ra mà định tội".
Đây là trường hợp xử khá nhẹ, ta thấy chỉ áp dụng trong trường hợp chết người mà không dự liệu các trường hợp bị thương khác. Điều này có thể được hiểu bởi trên thực tế các tình huống như trên không thường xuyên xảy ra nên nhà làm luật không dự liệu đến, thực tiễn với một nước nông nghiệp thì việc xây dựng là không phổ biến nhiều và nếu có thì thiệt hại cũng không đáng kể.
Khi xây dựng nhà ở, công trình xây dựng, chủ sở hữu phải chuẩn bị các điều kiện cần thiết đảm bảo an toàn trong xây dựng và có biện pháp đề phòng các trường hợp có thể gây thiệt hại cho tài sản, tính mạng sức khoẻ của người khác. Tuy nhiên, nếu xây dựng hoặc phá huỷ công trình xây dựng mà gây thiệt hại thì chủ sở hữu phải bồi thường.
Trường hợp này có hai khả năng xảy ra: Thứ nhất là khi xây dựng hoặc phá huỷ công trình mà người trực tiếp làm công việc đó có lỗi để gây ra thiệt hại. Thứ hai, do người chủ không cẩn thận trong việc ngăn ngừa thiệt hại để cho công trình xây dựng gây thiệt hại đẫn đến chết người, trường hợp này lỗi của chủ sở hữu là gián tiếp cho nên chủ sở hữu phải bồi thường thiệt hại, đây là trách nhiệm do tài sản gây ra.
Cơ sở của trách nhiệm bồi thường thiệt hại trong trường hợp trên là lỗi vô ý của chủ sở hữu hoặc lỗi của người trực tiếp xây dựng, của người nhận thầu công trình và hậu quả là chết người. Mặc dù lỗi của ai nữa thì suy đoán cũng là lỗi của chủ sở hữu vì người xây dựng là người làm thuê hoặc làm giúp cho chủ sở hữu, cho nên công việc xây dựng hoặc phá dỡ là của chủ sở hữu. Vì vậy, chủ sở hữu công trình và phải bồi thường. Nếu chủ sở hữu có lỗi vô ý vì cẩu thả "không cẩn thận" sẽ bị xử tội biếm và phải bồi thường tiền mai táng cho nạn nhân là 5 quan tiền.
Khi xây dựng, phá dỡ cồng trình, việc gây thiệt hại có thể do thợ xây hoặc người tháo dỡ công trình xây dựng bất cẩn để xảy ra thiệt hại, trước hết chủ sở hữu phải bồi thường. Nếu những người trực tiếp thực hiện việc xây dựng, phá dỡ có lỗi, thì tuỳ theo mức độ vi phạm sẽ bị hình phạt tương xứng.

## Nguyên tắc bồi thường
Trong thời kỳ cổ xưa khi xã hội chưa có nhiều định chế để giải quyết các vụ tranh chấp giữa các cá nhân với nhau nên mỗi khi quyền lợi của cá nhân bị xâm phạm, các cá nhân được tự ý trừng phạt lẫn nhau hoặc bắt đối phương làm nô lệ, hay tước đoạt tài sản của họ. Đây là chế độ "tư nhân phục cừu". Dấu ấn của chế độ này còn lưu lại trong một số điều của Bộ Luật Hồng Đức.
Theo Điều 591 Bộ Luật Hồng Đức thì: "Người đòi nợ không trình quan mà tự ý bắt đồ đạc, của cải của người mắc nợ, nếu quá số tiền trong văn tự thì xử phạt 80 trượng, tính những của cải ấy trả cho người có nợ, còn thừa thì trả cho người mắc nợ".
Như vậy Bộ Luật Hồng Đức cho phép bắt đồ đạc để trừ nợ nếu việc trừ nợ không quá số tiền cho vay. Hạn chế này của Bộ Luật Hồng Đức nhằm loại trừ sự tự tiện của chủ nợ trong việc chiếm đoạt tài sản của con nợ để bù vào số tiền cho vay.
Từ các quy định viện dẫn trên chứng tỏ chế độ "tư nhân phục cừu" đã xuất hiện ở Việt Nam. Có thể nói rằng đây là manh nha của chế độ trách nhiệm dân sự cho dù không có điều khoản nào của hai Bộ luật trên nói đến trách nhiệm bồi thường thiệt hại ngoài hợp đồng cả. Đến khi bộ máy Nhà nước được tổ chức ổn định trong xã hội thì hai bên không được tự tiện trả thù hay tự tiện thỏa thuận số tiền chuộc mà việc giải quyết tranh chấp phải bằng cách bồi thường một khoản tiền mà pháp luật quy định.
Khoản tiền bồi thường này vừa có tính chất là hình phạt vừa có tính chất là bồi thường. Theo Điều 29 Bộ Luật Hồng Đức thì tiền đền mạng được ấn định tùy theo phẩm trật của kẻ bị chết như sau: 
1. Nhất phẩm, tòng nhất phẩm được đền 15.000 quan
2. Nhị phẩm, tòng nhị phẩm 9.000 quan
3. Tam phẩm, tòng tam phẩm 7.000 quan
4. Tứ phẩm, tòng tứ phẩm 5.000 quan
5. Ngũ phẩm, tòng ngũ phẩm 2.000 quan
6. Lục phẩm, tòng lục phẩm 1.000 quan
7. Thất phẩm, tòng thất phẩm 500 quan,
8. Bát phẩm đến cửu phẩm 300 quan
9. Thứ dân trở xuống 150 quan
Trong trường hợp đánh người gây thương tích thì người phạm tội ngoài hình phạt bị đánh roi còn phải bồi thường cho nạn nhân theo mức đã được quy định trong Điều 466 Bộ Luật Hồng Đức như sau: "Sưng phù thì phải đền tiền tổn thương 3 tiền, chảy máu thì phải 1 quan, gãy một ngón tay, một răng thì đền 10 quan, đâm chém bị thương thì 15 quan. Đọa thai chưa thành hình thì 30 quan, đã thành hình thì 50 quan, đứt lưỡi, hỏng âm vật, dương vật thì đền 100 quan. Về người quyền quý thì xử khác".
Ở đây có thể thấy Luật Hồng Đức chưa có sự phân biệt rõ rệt giữa trách nhiệm dân sự và trách nhiệm hình sự. Tuy chỉ được coi là một yếu tố cấu thành trong trách nhiệm hình sự và chưa được coi là một chế định riêng biệt về trách nhiệm dân sự (tức là chỉ bắt người gây thiệt hại phải bồi thường thiệt hại mà không trừng phạt về hình sự) song Bộ Luật Hồng Đức cũng đã ý thức được vai trò của bồi thường thiệt hại cũng vì thế mà trách nhiệm bồi thường thiệt hại đã dần dần có xu hướng tách rời khỏi các trách nhiệm hình sự.
Cũng theo Điều 581 Bộ Luật Hồng Đức thì: "Người thả trâu, ngựa cho dày xéo, ăn lúa, dâu của người khác thì phải xử phạt 80 trượng và đền bù thiệt hại. Nếu cố ý thả cho dày xéo, phá hoại thì xử biếm một tư và đền gấp đôi sự thiệt hại. Nếu vì trâu, ngựa chạy lồng lên không kìm hãm được thì miễn tội trượng".
Như vậy, trong trường hợp này chỉ là vấn đề bồi thường thiệt hại là một trách nhiệm thuần túy dân sự hoặc Điều 585 Bộ Luật Hồng Đức quy định rằng: "Trâu của hai nhà đánh nhau, con nào chết thì cả hai cùng thịt, con nào sống thì hai nhà cùng cày, trái luật thì xử phạt 80 trượng". Như vậy, hình phạt chỉ phải dùng đến khi các đương sự không tuân theo giải pháp dân sự đã được ấn định.
Mặc dù các quy định nêu trên chỉ áp dụng trong một phạm vi có giới hạn song điều này chứng tỏ khái niệm trách nhiệm dân sự dân sự không phải là khái niệm xa lạ trong Cổ Luật Việt Nam. Có thể nói rắng ý niệm này đã manh nha và cùng với sự phát triển của hệ thống pháp luật dần dần được định hình với tư cách là một chế định trách nhiệm.

## Phương thức bồi thường
Bồi thường thiệt hại dựa trên thiệt hại thực tế gây ra về vật chất và tinh thần. Xác định thiệt hại đồng thời xác định phương thức bồi thường khá quan trọng bởi thực tế không phải bao giờ bồi thường cũng được ấn định bằng một cách thức nhất định nào đó, mà phải căn cứ vào hoàn cảnh, điều kiện có liên quan. Các phương thức bồi thường rất đa dạng, phong phú và nhiều cung bậc.

### Hiện vật, khôi phục
Khôi phục lại tình trạng bang đầu là trường hợp bù đắp triệt để nhất, thuyết phục nhất bởi lẻ gây thiệt hại là sự làm biến đổi đi tình trạng ban đầu của đối tượng tác động của hành vi gây thiệt hại. Điều 30 khái quát đối với hình thức bồi thường thiệt hại, hoàn trả vật từ khế ước "về việc hoàn lại các vật mua bán, tiền làm văn tự tính một phần mười giá của vật lấy lại được".
Điều 382 xử phạt người bán trộm ruộng đất của người khác, phải trả lại tình trạng ban đầu "Bán ruộng đất của người khác thì trả tiền mua cho người mua và phải trả thêm một lần tiền mua nữa, để trả cho người chủ có ruộng đất và người mua một người một phần nữa, ruộng đất thì phải trả cho người chủ có…".
Điều luật trên cho thấy không chỉ người gây thiệt hại phải hoàn trả lại, khôi phục lại tình trạng như ban đầu mà thậm chí còn phải chịu bồi thường nặng gấp đôi thiệt hại gây ra. Tính trừng phạt của nhà nước trong trường hợp này là rất nghiêm khắc và cần thiết.
Điều 386 dự liệu trường hợp nô tỳ bán trộm ruộng đất của chủ bên cạnh trách nhiệm hình sự còn buộc nô tỳ phải trả lại ruộng đất cho chủ và tiền mua cho người mua. Cụ thể: "Nô tỳ mà bán trộm ruộng đất của chủ, thì xử phạt 90 trượng và thích vào mặt sáu chữ, lưu đi châu gần, ruộng đất phải trả lại cho chủ và tiền mua trả lại cho người mua".
Bộ luật dân sự hiện đại quy định về bồi thường thiệt hại khá cụ thể và rõ ràng:
1.Trách nhiệm bồi thường thiệt hại bao gồm trách nhiệm bồi thường thiệt hại về vật chất, trách nhiệm bồi thường bù đắp tổn thất về tinh thần.
2. Trách nhiệm bồi thường thiệt hại về vật chất là trách nhiệm bù đắp tổn thất vật chất thực tế, tính được thành tiền do bên vi phạm gây ra, bao gồm tổn thất về tài sản, chi phí hợp lý để ngăn chặn, hạn chế, khắc phục thiệt hại, thu nhập thực tế bị mất hoặc bị giảm sút.
3. Người gây thiệt hại về tinh thần cho người khác do xâm phạm đến tính mạng, sức khoẻ, danh dự, nhân phẩm, uy tín của người đó thì ngoài việc chấm dứt hành vi vi phạm, xin lỗi, cải chính công khai còn phải bồi thường một khoản tiền để bù đắp tổn thất về tinh thần cho người bị thiệt hại.

### Tiền
Điều 353 quy định trường hợp khai man ruộng đất công hoặc của người khác thành của riêng mình thì xử biếm và trả lại ruộng đất cho chủ cũ "nếu những ruộng đất không vào sổ công, dân chiếm ở đã lâu, mà khai gian là của riêng mình, hay là đem nhũng văn khế và dấu vết đã lâu đời ra mà cố tranh thì phải biếm hai tư. Đem ruộng đất của người khác mà khai vào sổ là cửa mình, thì phải biếm ba tư và trả lại ruộng đất cho chủ cũ".
Điều 355 quy định trường hợp hà hiếp, ức hại để mua ruộng của người khác thì cũng phải chịu biếm và cho phép lấy lại tiền mua: "Người nào ức hiếp để mua ruộng đất của người khác thì phải biếm hai tư và cho lây lại tiền mua".
Chịu hình phạt nặng hơn là trường hợp là trường hợp tá điền cấy nhờ ruộng đất của người khác nhưng sau đó lại tranh là ruộng của mình "những tá điền cấy nhờ ruộng của nhà người khác mà giở mặt tranh làm của mình thì phải phạt sáu mươi trượng, biếm hai tư nếu ngươi chủ ruộng đất có văn tự xuất trình thì người tá điền phải bồi thườg gấp đôi số tiền ruộng dất, không có văn tự thì trả nguyên tiền thôi".
Như vậy, trường hợp này người nào có lỗi lớn thì ngoài khoản bồi thường tương ứng còn phải chịu phạt bồi thường nhiều hơn so với thiệt hại.

### Phạt nghiêm
Điều 328 quy định cụ thể về trường hợp này: "Tiền bồi thường chia làm hai bậc: bồi thường hai lần (về tang vật của công) bồi thường một lần (về các tang vật của các tội vặt), tội nặng thì bồi thường thêm năm lần, chin lần (nếu cố ý tái phạm) cộng với nguyen trạng vật tịch thu vào nhau mà cùng phải tội, hay không có chủ, thì tịch thu vào nhà nước, còn thì trả lại co người chủ. Phần bồi thường trả lại cho người chủ chia làm mười phần, trả chủ tám phần, quan ty hai phần, hai phần này lại chia làm mười phần, hình quan được sáu phần, ngục quan được ba phần, nha lại binh được một phần".
Các quy định về bồi thường nhiều lần so với thiệt hại được các nhà làm luật dự liệu và dành những chế tài nghiêm khắc nhằm mục đích trừng phạt, nghiêm trị những kẻ xâm phạm đến các quan hệ xã hội được coi trọng đặc biệt là về vấn đề ruộng đất.
Điều 344 quy định về việc nhận bừa ruộng của người khác, theo đó hình phạt dân sự khi lấn giới hạn ruộng đất của người khác là "biếm một tư và phải bồi thường gấp đôi tiền hoa màu".
Điều 345 dự liệu trường hợp dấu số ruộng đất đầm ao của công (khi nộp thuế) từ một mấu trở lên thì xử tội biếm, từ mười mẫu trở lên thì xử tội đồ, năm mươi mẫu trở lên thì xử lưu và phải "bồi thường gấp ba lần tiền thuế nộp kho".
Ngoài ra các quy định khác được cho là có liên quan như: Điều 347 việc chia ruộng công cho dân địa phương và thu lại khi cần thiết theo quy định của triều đình, Điều 360 trường hợp ruộng đất đang có tranh chấp mà đánh người để gặt lúa má thì cũng bị xử phạt, Điều 365 tự tiện thích chữ vào mặt con cái người khác và bán dân đinh làm nô tỳ thì bị xử lý, Điều 445 về việc đánh trộm cá ở ao nhà người khác, Điều 448 ăn trộm văn tự cầm cố, Điều 453 bắt người bán làm nô tỳ và giết người cướp của Điều 463 về bọn gian phi xảo trá ở hương thôn

### Hiện vật
Điều 360 quy định về "đương tranh kiện nhau về ruộng đất mà lại đánh người để gặt cướp lúa, thì phải phạt…bắt trả gấp đôi phần lúa cho người kia".
Điều 361 về "Cấy rẽ ruộng công hay tư, không báo cho chủ mà tự tiện đến gặt trước thì phạt 80 trượng và trả lại số lúa đã gặt".
Điều 362 quy định về khả năng các bên kiện nhau về ruộng đất mà chưa xử xong, đến khi lúa được gặt thì quan cho cắm nêu và cho người vẫn cày ruộng được tạm gặt, nếu người vẫn cày không đến hầu kiện thì phải bắt đến, nếu hai bên đều tự xưng là người cấy ruộng thì bắt gặt lúa đem chia một nửa đến khi xử xong nếu người gặt lúa là trái thì trả lúa cho người được kiện, nếu người tạm gặt lại được kiện thì cũng xử như vậy.
Đây là những quy định có kế thừa những tập quán xã hội cũ khi phương thức trao đổi hàng đổi hàng vẫn tồn tại phổ biến bên cạnh phương thức hàng – tiền hoặc tiền – hàng.

## Giảm nhẹ và miễn trách nhiệm
Mục đích của pháp luật bao giờ cũng là thiết lập sự ổn định xã hội, đảm bảo bằng ý thức chấp hành nghiêm minh từ phía người dân. Vì lẽ đó, việc thuyết phục giáo dục luôn được đặt lên hàng đầu thể hiện thông qua chính sách khoan hồng nhân đạo của pháp luật nhà Lê.
Nhờ đó, Nhà nước một mặt tạo điều kiện cho thần dân tự ý thức mặt khác khuyến khích xã hội tuân theo những chuẩn mực đã đặt ra. Pháp luật dân sự hiện đại cũng quy định các trường hợp miễn giảm trách nhiệm dân sự căn cứ vào thiệt hại, lỗi của các bên, sự kiện khách quan, khả năng kinh tế của các bên…
Luật Hồng Đức thể hiện sự tiến bộ rất rõ khi đề cập đến yếu tố miễn giảm trách nhiệm dân sự.

### Giảm nhẹ
Luật Hồng Đức dự liệu một vài sự kiện tự nhiên, khách quan ngoài sức quan sát và khả năng chống đỡ của con người và nếu như trường hợp đó xảy ra thì trách nhiệm dân sự được giảm nhẹ.
Trường hợp này được Quốc triều hình luật xem như: "lầm lở". Điều 499 xác định nguyên tắc chung cho việc xét giảm tội trong các trường hợp vô ý làm hại đến sức khỏe hoặc tính mạng của người khác: "những việc lầm lỡ làm người bị thương hay chết, đều xét theo tình trạng sự việc mà giảm tội(nghĩa là việc xảy ra ngoài sức khỏe, tai mắt không kịp nhận thấy, không kịp nghe thấy, hay vì vật nặng, sức người không chống nổi, hoặc trèo lên cao, tới chỗ nguy hiểm, săn bắt cầm thú, để đến nỗi thành ra sát thương đều là việc lầm lỡ".
Có thấy quan điểm nhân đạo và rất hợp lý của các nhà lập pháp về hình phạt và trách nhiệm bồi thường thiệt hại dân sự. Yếu tố lỗi có ý nghĩa trong việc xác định tiền bồi thường thiệt hại và các chế tài hình sự kèm theo. Khái niệm "lầm lỡ" được đưa ra như một minh chứng cho sự khoan hồng, giảm nhẹ nếu trên thực tế thiệt hại gây ra không hoàn toàn nằm trong ý thức chủ quan của đương sự.
Nguyên tắc xét xử lầm lỡ để giảm tội cũng được thể hiện rõ tại điều 553 với việc quy định xử phạt nghiêm khắc tới 60 trượng với người vô cớ mà phóng ngựa chạy trong phố phường, đường ngõ trong kinh thành, hay trong đám đông người, nếu vì thế mà làm bị thương hay chết người thì bị xử tội nhẹ hơn tội đánh bị thương hay chết người một bậc, làm bị thương hay chết các súc vật thì phải đền số tiền theo sự mất giá, nhưng vẫn đưa người gây ra tình huống để xét nhẹ tội.
Điều 553 quy định: "Nếu vì việc công hay tư cần phải di gấp mà phóng ngựa chạy,thì không phải tội, vì thế mà làm bị thương hay chết người thì xử theo tội vì làm lỡ mà xảy ra. Nếu vì ngựa sợ hãi mà lồng lên, không thể gìm được để xảy ra việc làm bị thương, chết người, thì được xử giảm nhẹ hơn tội lầm lỡ hai bậc".
Quan điểm xem xét về sự lầm lỡ để giảm tội cũng được thể hiện tại điều 555 về việc thi đấu võ nghệ lại bắn vào người. Ở dây người gây ra thiệt hại vẫn phải chịu chế tài nghiêm khắc nhưng được chiếu cố.
Điều 555 quy định: "Trong khi thi đấu võ nghệ lại nhằm vào người mà bắn, làm cho bị thương hay chết, thì xử nhẹ hơn tội đánh bị thương, chết người một bậc, nếu vì sai lầm xảy ra thì chỉ phải khép vào tội lầm lỡ"
Và điều 557 cũng dự liệu trường hợp "Ở trong chợ và chỗ đông người, mà cố ý làm cho người ta sợ hãi đến nỗi rối loạn cả lên thì xử phạt 80 trượng. Nếu vì thế mà làm người khác bị thương hay chết thì xử tội nhẹ hơn tội cố ý giết người hay làm bị thương một bậc, nếu vì thế mà làm người mất của thì xử tội đồ, còn vì sự lầm lỡ làm kinh động đến người khác bị thương hay chết thì xử theo tội theo tội lầm lỡ".
Như vậy, có thể thấy yếu tố lầm lỡ được nhắc đến nhiều trong Bộ luật như là sự dự liệu hợp lý của Nhà nước đối với hành vi gây thiệt hại. Nguyên tắc này cho thấy sự tiến bộ của luật trong việc quy kết trách nhiệm hình sự và dân sự cho người mà hành vi gây ra là do một sự kiện nằm ngoài ý muốn của họ. Sự miễn giảm hợp lý tạo nên tính chất thực tiễn cho các điều luật.
Luật dân sự hiện đại cũng quy định về vấn đề giảm mức bồi thường thiệt hại nếu thiệt hại trên thực tế gây ra là do lỗi của cả hai bên gồm lỗi của người có quyền và lỗi của người có nghĩa vụ. Căn cứ vào mức độ lỗi của các bên để phân chia mức độ bồi thường thiệt hại hợp lý cho các bên.

### Xá miễn
Quốc triều hình luật cũng dự liệu trường hợp được miễn nghĩa vụ bồi thường thiệt hại dân sự.
Điều 582 quy định: "Người thuê đến để chữa bệnh cho gia súc, hay là vô cơ trêu ghẹo những súc vật kia, mà bị thương hay chết thì người chủ không bị xử tội. Đồng thời, trường hợp một người vô cớ trêu ghẹo dẫn đến sự tổn thiệt hì cũng phải tự mình chịu sự tổn thiệt, người chủ súc vật không chịu trách nhiệm bồi thường".
Quy định trên nhấn mạnh đến yếu tố lỗi của người chữa bệnh cho gia súc mà bị gia súc làm cho bị thương hay trêu ghẹo dẫn đến việc bị thươg thì hoàn toàn là do họ.
Luật dân sự hiện đại quy định trường hợp miễn trách nhiệm bồi thường thiệt hại trog trường hợp có sự kiện bất khả kháng và trường hợp thiệt hại hoàn toàn do lỗi của bên bị thiệt hại. Điều này cho thấy sự tương đồng giữa hai bộ luật cách nhau hơn 500 năm.

## Nhận xét chung
Luật Hồng Đức được xem là bộ luật tiến bộ nhất, đặc sắc nhất trong hệ thống pháp luật phong kiến Việt Nam, biểu tượng của triều đại hoàng kim nhất trong lịch sử Việt Nam. là sự kết hợp hài hòa, sáng tạo giữa yếu tố nội sinh và yếu tố ngoại sinh, là sự học hỏi thành tựu, tinh hoa của pháp luật hướng Nho của Trung Quốc và vận dụng sáng tạo vào điều kiện kinh tế - xã hội của đất nước.
Bộ luật còn là sự thể chế hóa những luật tục, truyền thống đầy tính nhân văn trên cơ sở bám sát thực tiễn đất nước, đảm bảo ổn định đời sống nhân dân và các quyền lợi ich cơ bản thiết thân của người dân hướng đến mục tiêu bảo vệ sự bền vững của vương triều, xây dựng đất nước giàu mạnh.
Với tư tưởng tiến bộ đó cùng với sự tiếp thu kĩ thuật lập pháp của Trung Quốc và các trải nghiệm của triều đại trước, Bộ luật được đánh giá cao cả về nội dung và hình thức thể hiện tiêu biểu cho một nhà nước phong kiến giàu mạnh, thịnh vượng. Bộ luật để lại dấu ấn mạnh mẽ trong lịch sử nước ta, gây được sự ảnh hưởng đối với các triều đại sau đó và thậm chí cho đến ngày nay các chuyên gia trong và ngoài nước nghiên cứu, học tập và ứng dụng trong công tác lập pháp hiện đại.